# Французский конституционный референдум (2000)
Французский конституционный референдум проводился 24 сентября 2000 года по вопросу о сокращении президентского срока с 7 до 5 лет. Вопрос был выставлен на референдум президентом Франции Жаком Шираком. При относительно невысокой явке (30,2 %) подавляющее большинство избирателей (73,2 %) высказалось за сокращение срока правления.
По результатам референдума президентский срок был сокращён и, начиная с Президентских выборов 2002 года, президента Франции выбирают на 5 лет.

## Результаты
| Участие в референдуме:           |            |         |
| Бюллетеней опущено               | 12 058 688 | 30,19 % |
| Не голосовало                    | 27 882 504 | 69,81 % |
| Всего избирателей                | 39 941 192 | 100 %   |
| Опущенные бюллетени:             |            |         |
| Действительных                   | 10 118 348 | 83,91 % |
| Незаполненных и недействительных | 1 940 340  | 16,09 % |
| Всего голосов                    | 12 058 688 | 100 %   |
| Да и Нет:                        |            |         |
| Да (за)                          | 7 407 697  | 73.21 % |
| Нет (против)                     | 2 710 651  | 26.79 % |
| Всего                            | 10 118 348 | 100 %   |